# Matemática informal

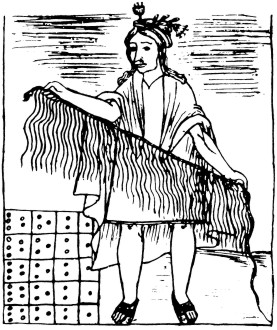

La Matemática informal, también llamada matemática ingenua, históricamente, por largo tiempo y en muchas culturas ha sido la forma predominante de la matemática, y es el objeto de estudios modernos ethno-culturales sobre esta ciencia. El filósofo Imre Lakatos, en sus Pruebas y Refutaciones, obra destinada a perfeccionar la formulación de la matemática informal, reconstruye su rol en el siglo XIX, debatiendo y conceptualizandola, en oposición a las suposiciones predominantes de la lógica matemática.  La informalidad no puede discernirse entre los enunciados dados por elrazonamiento inductivo (cuando en aproximaciones que se consideran "correctas" sólo porque son útiles), y las declaraciones derivadas del razonamiento deductivo.

## Terminología
La matemática informal se refiere a cualquier práctica de matemática no formal utilizada en la vida diaria o por pueblos aborígenes o antiguos, sin limitación histórica o geográfica. La matemática moderna, a excepción de ese punto de vista, enfatiza pruebas formales (demostraciones) y estrictas que devienen de axiomas dados. A esto último se lo denomina matemática formal. Las prácticas informales son, normalmente, entendidas intuitivamente y justificadas con los ejemplos que le den validez—allí no hay ningún axioma. Esto es de interés directo en antropología y psicología: ya que echan luz sobre las percepciones y acuerdos entre culturas.  Es también de interés para la psicología del desarrollo cuando refleja un entendimiento liviano de las relaciones entre los números y las cosas. Otro término utilizado para definir la matemática informal es matemática folk, el cual es ambiguo; ya que el folclore matemático es un término usado entre matemáticos profesionales.
El campo de física ingenua se ocupa de comprensiones similares de física. Las personas usan la matemática y la física en vida diaria, sin comprender realmente (o sin interés) cómo esas ideas matemáticas y físicas fueron históricamente derivadas y justificadas.

## Historia
Durante mucho tiempo ha habido un relato estándar del desarrollo de la geometría en el Antiguo Egipto, seguido por la matemática griega y la aparición de la lógica deductiva. El sentido moderno del término matemática, cuando sólo se refiere a aquellos sistemas que se justifican con referencia a axiomas, es aun así un anacronismo si se lee en contextos históricos. Varias sociedades antiguas construyeron sistemas matemáticos impresionantes y llevaron a cabo cálculos complejos basados en la heurística sin pruebas y en aproximaciones prácticas. Los hechos matemáticos fueron aceptados en una base pragmática. El Método Empírico, cuando en ciencia, proporciona la justificación para una técnica dada. Comercio, ingeniería, creación de calendario y la predicción de los eclipses y la progresión estelar estuvieron practicados por culturas antiguas encima al menos tres continentes. N.C. Ghosh incluyó la Matemática Informal en la lista de Folk Matemática.